# Raise the Roof
Raise the Roof — фанк коллектив, образованный в Нидерландах в 1994 году.
В своей музыке органично соединяют традиционные духовую группу и контрабас с современными миксами и скретчем. Со своим третьим альбомом Groove Shot в 2002 году номинировали на престижную премию Edison Award (англ.).

## Состав
- Guido Nijs — саксофон, вокал
- Wouter Schueler — саксофон, вокал
- Andy Bruce — тромбон, вокал
- Sander Hop — гитара, вокал
- Ingo Senst — контрабас
- Tibor Paulsch — ударные
- DJ IQ — диджеинг

## Дискография
- Keepers of the Groove (1996)
- Horns & Beats (1999)
- Groove Shot (2002)
- Vibe Dive (2006)